# Île Frégate
Île Frégate je mali, nenaseljeni otok u Karipskom moru smješten kraj sjeverne obale Svetog Bartolomeja, prekomorske zajednice Francuske. Île Frégate nalazi se unutar rezervata prirode Svetog Bartolomeja koji je osnovan 1996. s ciljem očuvanja koraljnih grebena, morske trave i morskog života.

## Geografija
Île Frégate je nenaseljeni sprud na Karibima. Smješten sjeverno od Svetog Bartolomeja, jedan je od njegovih satelitskih otoka. Zbog svog oblika, Île Frégate je opisan kao "otočići blizanci". Drugi je najsjeveroistočniji u nizu otoka, a nalazi se između Île Chevreau i Île Toc Vers. Île Fregate nalazi se 1.1 km zapadno od Île Toc Versa, "šiljastog otočića". Prema plovidbenim informacijama, treba izbjegavati plovidbu kroz kanal između dva otočića. Île Frégate nalazi se unutar Réserve naturelle nationale de Saint-Barthélemy, koji također uključuje Gros Îlets i Pain de Sucre; vode koje okružuju otočiće Fourchue i Île Toc Vers; i dio zaljeva Colombier. Smješten na privjetrinoj strani morskog rezervata, poznat je po morskom životu koji se može promatrati tijekom ronjenja.

## Flora i fauna
Visoki otočić karakterizira travnata i žbunasta flora. Njegovo zaštićeno područje je 1,200 hektara. Ptičji život na otoku uključuje koloniju fregata, iako je znatno smanjena zbog uklanjanja ptičjih jaja. Prema Međunarodnoj uniji za očuvanje prirode, Iguana delicatissima ili Mala antilska zelena iguana i zapadnoindijska iguana pronađene su na Île Frégate. Sphaerodactylus sputator (Leeward Banded Sphaero) zabilježen je na otoku 2012.